# Lašče (gmina Žužemberk)
Lašče – wieś w Słowenii, w gminie Žužemberk. W 2018 roku liczyła 56 mieszkańców.